# Odcinek (kolonia)
Odcinek – kolonia w Polsce położona w województwie opolskim, w powiecie oleskim, w gminie Rudniki.
| SIMC    | Nazwa | Rodzaj        |
| ------- | ----- | ------------- |
| 0145081 | Korea | część kolonii |

W latach 1975–1998 miejscowość położona była w województwie częstochowskim.